# 哈里森縣 (俄亥俄州)
哈里森縣（英語：Harrison County）是位於美国俄亥俄州東部的一個縣，面積1,064平方公里。根據2020年美國人口普查共有人口14,483人。縣治加的斯。本縣成立於1813年1月2日，縣名是紀念後來成為第9任美国总统的威廉·亨利·哈里森（William Henry Harrison）。